# Списък на царете на Куш

#### Списък на царете наКушитското царство(Нубия)
25 (староегипетска) династия
25-а египетска династия е от 746 до 655 пр.н.е. и е наричана също „Нубийска династия“ или династия на Кушитите.
- Алара (785 пр.н.е.—760 пр.н.е.)
- Кашта (гр. Ксет) (760 пр.н.е. − 752 пр.н.е.)
- Пианхи (Пи Сенефера) (752 — 717 пр.н.е.)
- Шабака (Неферкара) (717 — 703 пр.н.е.)
- Шабатака (Джедкаура) (703 — 690 пр.н.е.)
- Тахарка (Нефертумхура, Тиргака) (690 — 664 пр.н.е.)
- Танутамун (Танутамани Бакара, Талтамон) (664 — 653 пр.н.е.)

Династия Напата
- Атланерса (653 пр.н.е.—643 пр.н.е.)
- Сенкаманискен (643 пр.н.е.—623 пр.н.е.)
- Анламани (623 пр.н.е.—593 пр.н.е.)
- Аспелта (593 пр.н.е.—563 пр.н.е.)
- Аматалка (563 пр.н.е.—555 пр.н.е.)
- Меленакен (555 пр.н.е.—542 пр.н.е.)
- Аналмаи (542 пр.н.е.—538 пр.н.е.)
- Аманинатакилебте (538 пр.н.е.—519 пр.н.е.)
- Каркамани (519 пр.н.е.—510 пр.н.е.)
- Аманиастабарка (510 пр.н.е.—487 пр.н.е.)
- Сиаспика (487 пр.н.е.—468 пр.н.е.)
- Насахма (468 пр.н.е.—463 пр.н.е.)
- Малиевиебамани (463 пр.н.е.—435 пр.н.е.)
- Талакамани (435 пр.н.е.—431 пр.н.е.)
- Аманинетеиерике (431 пр.н.е.—405 пр.н.е.)
- Баскакерен (405 пр.н.е.—404 пр.н.е.)
- Горсиотеф (404 пр.н.е.—369 пр.н.е.)
- ? (369 пр.н.е.—350 пр.н.е.)
- Ахратан (350 пр.н.е.—335 пр.н.е.)
- Настасен (335 пр.н.е.—310 пр.н.е.)
- Актисанес
- Ариамани
- Каш...
- Ири-Пийеко (също Пианки-иерике-ка)
- Сабракамани

Период на Мерое
- Аркамон (Ергамен) Chnumibre (270 пр.н.е.—?)
- Аманисло
- Бартара (?—275 пр.н.е.)
- Аманитек (275 пр.н.е.—?)
- Арнекамани (220 пр.н.е—?)
- Аркаман (Ергамен II) (ок. [[200 пр.н.е.)
- Адикаламани (ок. [[200 пр.н.е.)
- царица Шанакдакете (180 пр.н.е.—170 пр.н.е.)
- Накринсан
- Танийдамани (120 пр.н.е.—100 пр.н.е.)
- Ка-нахт...?
- Навидемак (70 пр.н.е.—60 пр.н.е.)
- Аманихабале (60 пр.н.е.—45 пр.н.е.)
- Акракамани (ок.[[25 пр.н.е.)
- Теритекас (40 пр.н.е.—26 пр.н.е.)
- царица Аманирена (26 пр.н.е.—18 пр.н.е.)
- Акинидад (18 пр.н.е.—12 пр.н.е.)
- царица Аманишакете (12 пр.н.е.—2 пр.н.е.)
- царица Навидемак ?
- Аманихабале ?
- Нетакамани (ок. 50 г.)
- царица Аманиторе (ок. 50 г.)
- Шеракарер (23—28)
- Писакар (28—37)
- Аманитаракиде (37—47)
- Аманитенмемиде (47—62)
- царица Аманикаташан (62—85)
- Терикенивал (85—103)
- Аманитаракиде (1 век)
- Ариесебокхе (1 век)
- Аманитенмемиде (1 век)
- Аманикхарекерем (2 век)
- царица
- Аманихалика (103—108)
- Аритениесбехе (108—132)
- Акракамани (132—137)
- Адекетали (137—146)
- Такидеамани (146—165)
- Аритениесебокхе (2 век]])
- Аманихедоло (2 или 3 век)
- Такидеамани (2 или 3 век)
- Машадеакхел (2 или 3 век)
- Теритедахатей (194—209)
- Ариесбехе (209—228)
- Теритниде (228—246)
- Аретниде (246)
- Текеридеамани (246—266)
- Тамелордеамани (266—286)
- Йесебохеамани (286—306)
- Лахидеамани (306—314)
- Малокоребар (314—329)
- Акедакетивал (329—340)
- царица Патрапеамани (началото на 4век)
- царица Аманипиладе (началото на 4 век)

Царе на Блемиер
Царе на Нобатия
Царе на Макурия
Царе на Тунгул
Царе на Алва
Царе на Дотаво